# Ralf Pedersen
Ralf Pedersen (ur. 20 września 1973 w Kjellerup) – duński piłkarz grający na pozycji obrońcy, a także trener.

## Kariera
Pedersen karierę rozpoczął w 1991 roku w trzecioligowym zespole Holstebro BK, z którym w sezonie 1993/1994 awansował do drugiej ligi. W 1995 roku został zawodnikiem pierwszoligowego Viborga. W Superligaen zadebiutował 30 lipca 1995 w przegranym 1:4 meczu z FC København, zaś 28 kwietnia 1996 w wygranym 1:0 spotkaniu z Vejle BK strzelił swojego pierwszego gola w tej lidze. W sezonie 1996/1997 wraz z zespołem spadł do drugiej ligi, jednak w następnym awansował z nim z powrotem do pierwszej. W sezonie 1999/2000 zdobył z Viborgiem Puchar Danii, a następnie także Superpuchar Danii.
W 2004 roku odszedł do również pierwszoligowego Randers FC. Pierwszy ligowy mecz w jego barwach rozegrał 1 sierpnia 2004 przeciwko Herfølge BK (0:1) i otrzymał wówczas czerwoną kartkę. W sezonie 2004/2005 zajął z Randers ostatnie, 12. miejsce w lidze i spadł z nim do drugiej ligi. W następnym sezonie Pedersen wraz z klubem wywalczył jednak awans do wyższej ligi, a także triumfował w rozgrywkach Pucharu Danii.
Pod koniec sierpnia 2008 wrócił do Viborga, grającego w drugiej lidze. Następnie był zawodnikiem czwartoligowego Kjellerup IF, z którym w sezonie 2010/2011 awansował do trzeciej ligi. W 2012 roku zakończył karierę, po czym został trenerem Kjellerup.
W Superligaen rozegrał 284 spotkania i zdobył 7 bramek.